# Vladislav Hošek
Vladislav Hošek (7. února 1954 Vimperk – 13. srpna 2025 Strakonice) byl český fotograf náladových (mlha, inverze) podzimních a zimních záběrů šumavské krajiny (jejích pralesních interiérů i detailů), přírodních motivů evropských národních a přírodních parků a velehorských snímků z oblasti Himálají (Nepál).

## Život
Vladislav Hošek se narodil na Šumavě ve Vimperku 7. února 1954. Svoje středoškolská studia absolvoval (v letech 1969 až 1973) na Střední průmyslové škole ve Volyni (obor truhlář). V letech 1990 až 2000 pracoval pro Správu Národního parku Šumava a Chráněné krajinné oblasti Šumava. Od roku 1993 má vlastní firmu (Fotografické práce Hošek, Fotohošek) se sídlem ve Čkyni, kde také bydlel. Do přírodních krás Šumavy, cestování a tajů fotografování zasvěcoval Hošek i svého vnuka Michala.

### Fotografování
Fotografováním (především šumavské přírody, její krajiny a detailů v ní) se Vladislav Hošek zabýval zhruba od roku 1980. Kromě toho rád fotografoval převážně horské alpské a himálajské terény. Mezi jeho oblíbené fotografické lokality patří Julské Alpy ve Slovinsku, Italské Dolomity, pohoří Brenta; potom též ostrov Korsika, Liparské ostrovy a Tenerife. Velké Hoškově oblibě se těší i severská příroda Islandu, Norska, Skotska a Irska. Přírodu a lidi fotografoval s velkým zaujetím také v Podkarpatské Rusi, Rumunsku a Moldavsku. Málo známé přírodní krásy a život místních lidí fotografoval také v Kyrgyzstánu a jižním Kazachstánu.
Kromě cestování (a pořizování snímků z cest) pracoval též jako lektor fotografických workshopů a svoje snímky (světelné obrazy) z dálné i blízké ciziny promítal široké veřejnosti na nejrůznějších promítacích akcích a besedách (a prezentace doprovází osobními zážitky z putování). Jeho stále obohacovaná databáze snímků ze Šumavy a z jiných horských míst mu poskytovala dostatek materiálu pro doprovod k různým obrazovým publikacím, tisk kalendářů a pohlednic.
Během jara 2006 strávil měsíc cestováním a fotografováním v nepálské části pohoří Himálaji v místech nacházejících se pod Mount Everestem a pod šestou nejvyšší horou světa Čo Oju. Do oblasti Himálaje se vypravil na podzim 2009, kdy obešel Annapurny v lokalitě mezi Dhaulagiri a Manaslu.

Pohoří Himálaj (ilustrační fotografie)
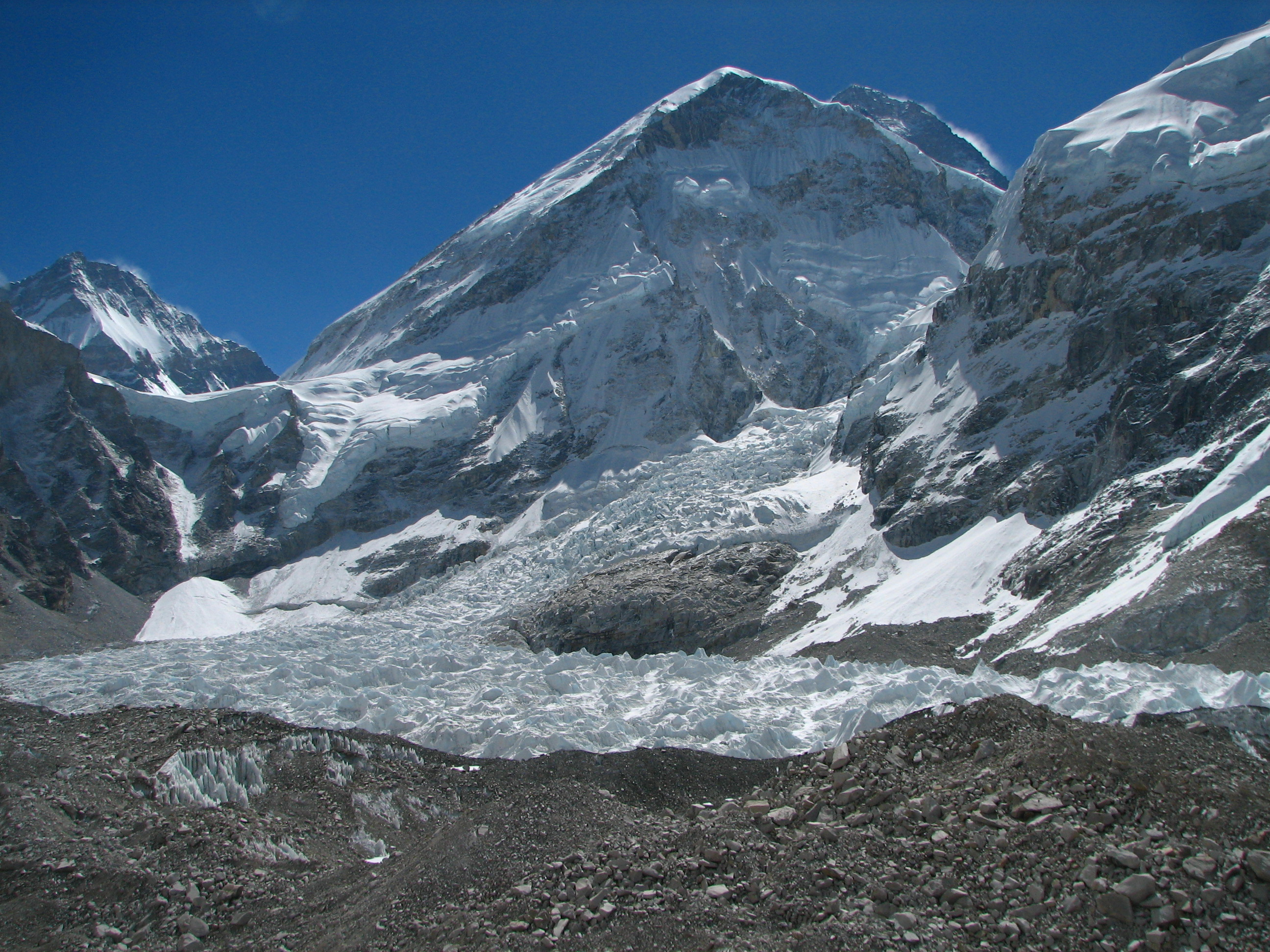
Mount Everest
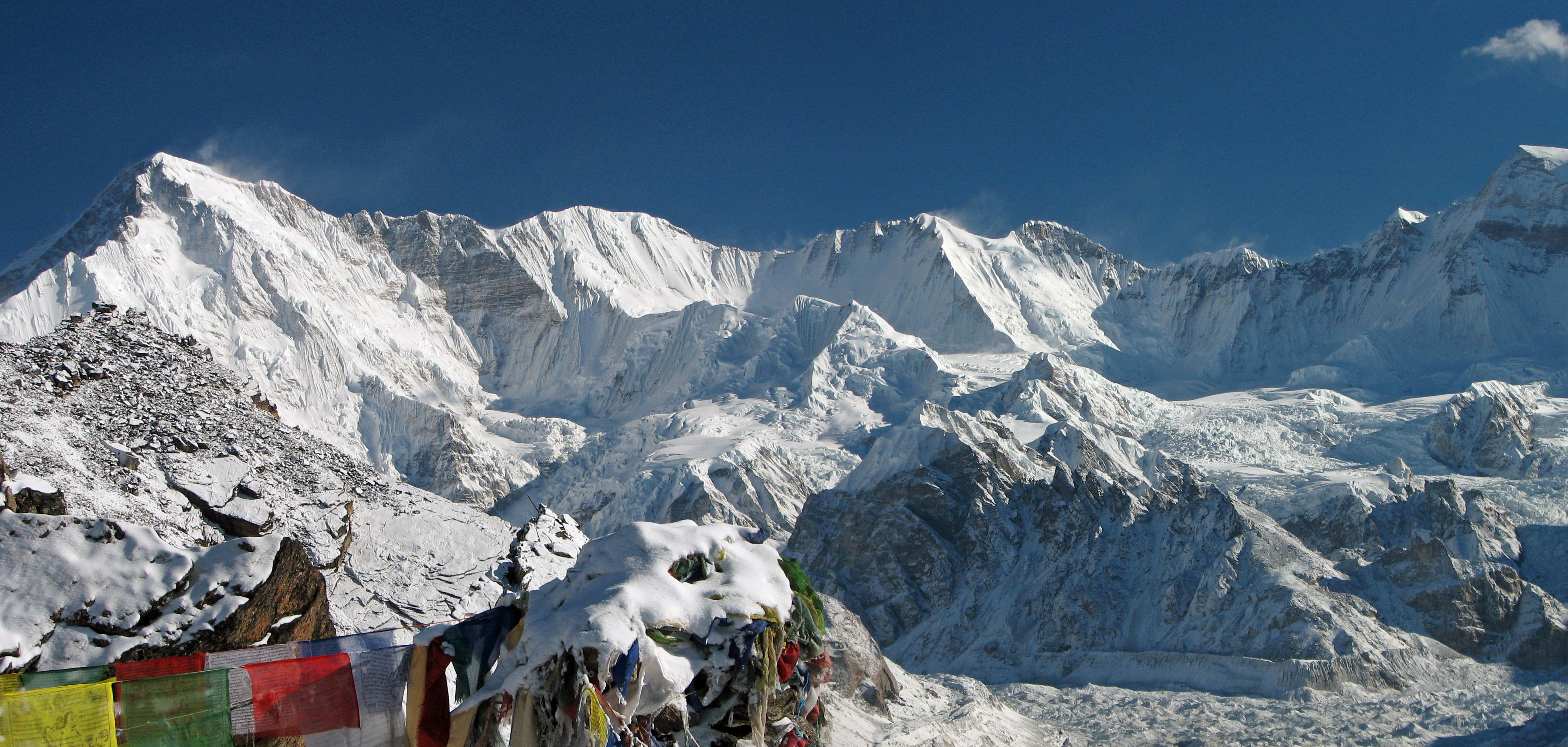
Čo Oju
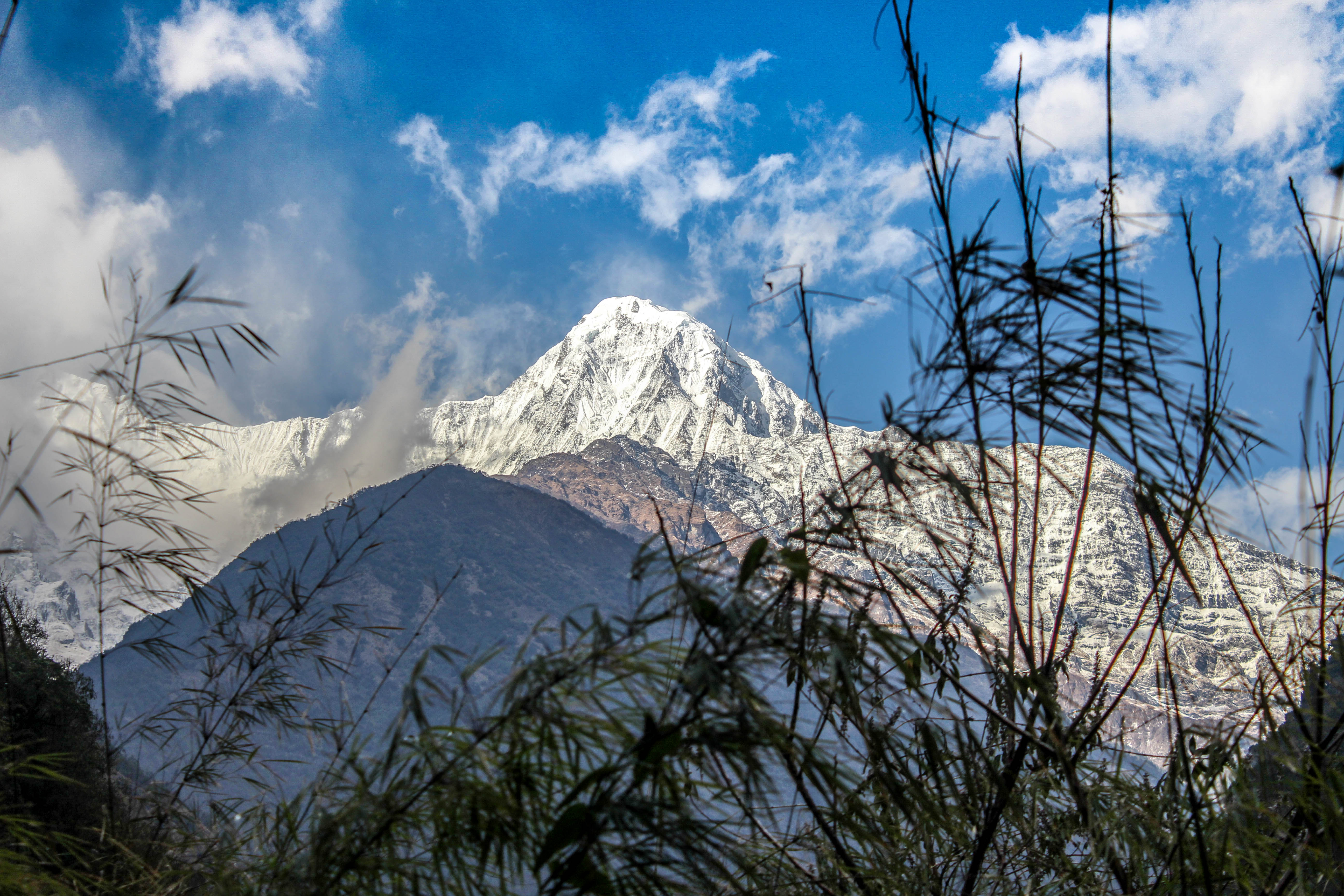
Annapurna
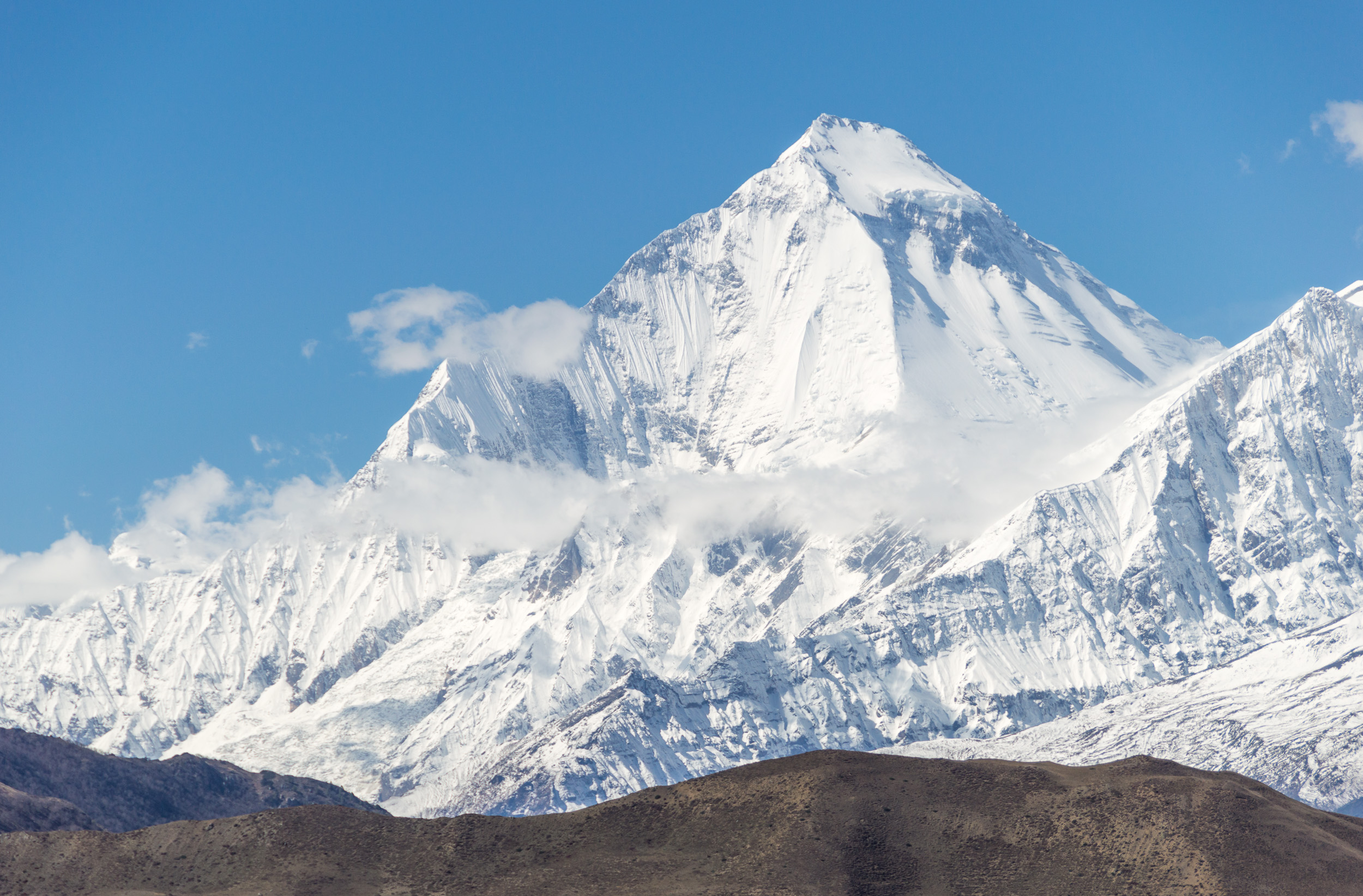
Dhaulágirí
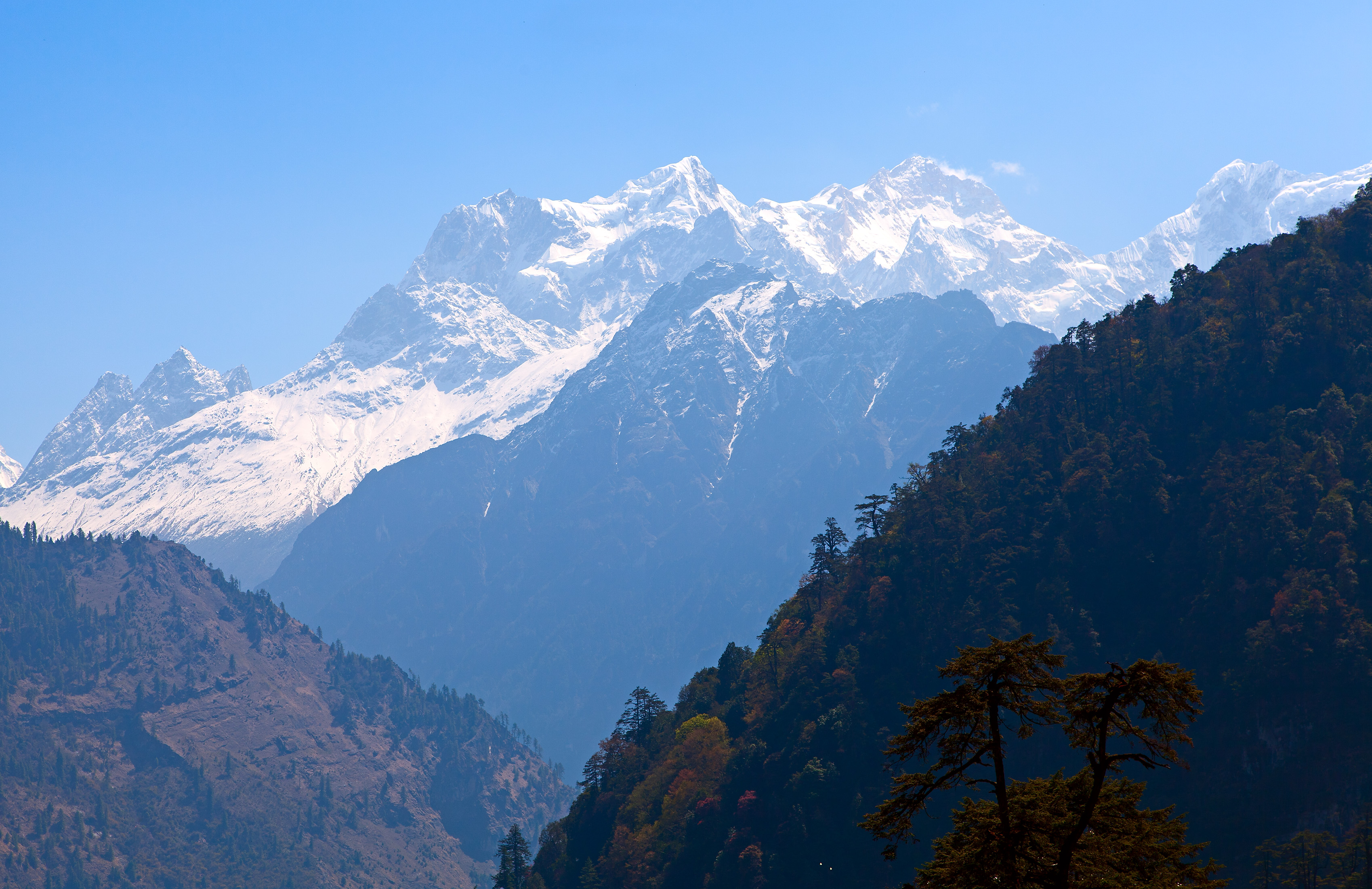
Manáslu

## Publikační činnost
Fotografie Vladislava Hoška jsou soustředěny nejen v několika jeho obrazových publikacích (vydal jich nejméně 7), ale i ve stolních a nástěnných kalendářích (převážně s šumavskou tematikou) a veřejnosti je jejich autor pravidelně prezentuje jak na výstavách, tak i na cestovatelských besedách obohacených jeho vyprávěním za současného promítání snímků. Jeho záběry doplňují i obrazové publikace jiných autorů, turistické průvodce, cyklomapy, prospekty (používané lokálními informačními centry) a jsou vydávány i jako samostatné pohlednice.

### Vlastní publikace (výběr)
- Hošek, Vladislav. Šumava = Böhmerwald. Praha: Studio Macht, 2000 nebo 2001; 127 stran. ISBN 80-86115-15-1.
- Hošek, Vladislav. Šumava. Vydání 1. Čkyně (Prachatice): V. Hošek, 2004 107 stran; ISBN 80-239-2709-4; (obrazová kniha).[4][8]
- Hošek, Vladislav a Horpeniak, Vladimír, ed. Šumava v proměnách = Šumava's changing moods = Facettenreicher Böhmerwald. Vydání 1. Čkyně: Vladislav Hošek, 2005; 107 stran; ISBN 80-239-5677-9.[4]
- Hošek, Vladislav. Šumava panoramatická = Ein Böhmerwald-Panorama = Panorama of Šumava. Vydání 1. Čkyně: Vladislav Hošek, 2007; 109 stran; ISBN 978-80-239-8939-7.[4]
- Hošek, Vladislav a Jelínek, Toník. Šumava malá velká. Vydání 1. Čkyně: Vladislav Hošek, 2011; 128 stran; ISBN 978-80-254-9428-8; (publikace s přílohou hudebního CD)[4]
- Hošek, Vladislav. Za krásami Šumavy = Zu den Schönheiten im Šumava = Seeking the beauty of Šumava. Vydání první. Čkyně: vydal vlastním nákladem Vladislav Hošek, 2013; 129 stran; ISBN 978-80-260-4161-0.
- Hošek, Vladislav. Šumava čarovná = Wundervoller Böhmerwald = Magical Šumava. Vydání první. Šumava - Čkyně (Prachatice): Vladislav Hošek, 2015; 125 stran; ISBN 978-80-260-9122-6.[8]

### Spolurautorství (výběr)
- Spitzer, Karel a Bufková, Ivana. Šumavská rašeliniště. 1. vydání Vimperk: Správa Národního parku a Chráněné krajinné oblasti Šumava, 2008; 203 stran; ISBN 978-80-254-2149-9.[4]
- Štursa, Jan. Klenoty české krajiny. 1. vydání Praha: Kartografie Praha, 2007; 207 stran; ISBN 978-80-7011-915-0.[4]
- Babůrek, Jiří et al. Průvodce geologií Šumavy. 1. vydání Vimperk: Správa Národního parku a Chráněné krajinné oblasti Šumava, 2006; 118 stran + [2] složené + l. barevná obrazová příloha; ISBN 80-7075-659-4.[4]
- Jiřička, Josef, ed. a Podlešák, Jan, ed. Zapomenuté dědictví: oprava drobných kamenných památek na Šumavě = Vergessenes Erbe: Renovierung der kleinen Steindenkmäler in Böhmerwald. 1. vydání Vimperk: Správa Národního parku a Chráněné krajinné oblasti Šumava, 2004; 158 stran; ISBN 80-239-3684-0.[4]
- Albrecht, Josef a kol. Chráněná území ČR. VIII., Českobudějovicko. Vydání 1. Praha: Agentura ochrany přírody a krajiny ČR, 2003; 807 stran; ISBN 80-86064-65-4.[4]
- Šumava: příroda, historie, život. Vydání 1. Praha: Baset, 2003 800 stran; ISBN 80-7340-021-9.[4]
- Mlejnková, Lucie et al. Procházka po krajích České republiky = Die Regionen der Tschechischen Republik stellen sich vor = Discovering the regions of the Czech Republic. Praha: DaDa, 2002; 233 stran; ISBN 80-903064-0-3.[4]
- Svět malých zázraků: Czech macrophoto annual 2000. Praha: Jan Karbusický - b&h-Photo-Design, 2000; 184 stran; ISBN 80-270-5815-5.[4]
- Grill, Harald, ed., Moser, Günter, ed. a Bäuml, Wolfgang, ed. Wälder - Weite - Wildnis: Nationalpark Bayerischer Wald, Národní park Šumava. [Amberg]: Buch- & Kunstverlag Oberpfalz, 2000; 120 stran; ISBN 3-924350-85-X.[4]
- Macht, Jiří. Šumava = Böhmerwald. [Praha]: Studio Macht, 1997; 133 stran; ISBN 80-901366-6-4.[4]

## Ocenění
Za více než stostránkovou publikaci Šumava čarovná = Wundervoller Böhmerwald = Magical Šumava (vydanou v roce 2015) obdržel v následujícím roce (2016) v podkategorii Současné i historické fotoknihy 3. místo v rámci udělené Ceny Johanna Steinbrenera.
Náladový snímek pořízený Hoškem na území Národního parku Šumava byl použit pro prezentaci regionu Jižní Čechy na světové výstavě Expo 2005 v Japonsku.